# Tercera guerra anglo-maratha

Mapa de la India tras la segunda guerra anglo-maratha (1805). El territorio bajo control maratha aparece en amarillo en el centro de la India.

La Tercera guerra anglo-maratha (1817-1818), también conocida como Guerra Pindari por las dos campañas entrelazadas y llevadas a cabo a la vez por los británicos contra dos enemigos que actuaban en conjunto en ocasiones, fue el conflicto final y definitivo entre la Compañía Británica de las Indias Orientales y el Imperio o Confederación maratha en la India que permitió a la Compañía obtener el control sobre gran parte del territorio del subcontinente indio. Comenzó con la invasión del territorio maratha por más de ciento diez mil soldados de la Compañía Británica de las Indias Orientales mandados por el gobernador general Hastings, el mayor contingente bajo control británico reunido hasta la fecha en la India, apoyado además por una fuerza comandada por el general Thomas Hislop. Sus operaciones empezaron con movimientos contra los pindari, un conjunto de bandas compuestas por musulmanes, maratha y otros grupos del centro de la India unidos por el objetivo común de beneficiarse de los saqueos producto de sus asaltos.
Las fuerzas del peshwa Baji Rao II, seguidas por las de Mudhoji II Bhonsle de Nagpur y las de Malharrao Holkar III de Indore, se alzaron contra la Compañía Británica. Las presiones y la diplomacia convencieron al cuarto líder maratha de importancia, Daulatrao Shinde (apellido transcrito también a menudo como Scindia) de Gwalior, para que permaneciera neutral incluso a pesar de la pérdida de Rajastán. El peshwa fue derrotado en las batallas de Khadki y Koregaon y sus fuerzas se vieron obligadas a luchar en varias batallas menores para evitar su captura.
El peshwa fue finalmente capturado y confinado en una pequeña hacienda en Bithur, cerca de Kanpur. Los británicos se anexionaron la mayoría de su territorio que se convirtió en parte de la Presidencia de Bombay y el maharajá de Satara fue restaurado como gobernante de su territorio que pasó a ser un estado principesco. En 1848 este mismo territorio fue anexionado también a la Presidencia de Bombay según la doctrina del lapso de Lord Dalhousie. Bhonsle fue derrotado en la batalla de Sitabuldi y Holkar en la batalla de Mahidpur y los británicos anexionaron la parte norte de los dominios de Bhonsle en y alrededor de Nagpur además de los territorios del peshwa en Bundelkhand a sus posesiones en la India con el nombre de Territorios de Saugor y Nerbudda. Las derrotas de Bhonsle y Holkar también conllevaron la adquisición de los reinos maratha de Nagpur e Indore por los británicos. Junto con los de Gwalior de Shinde y Jhansi del peshwa todos estos territorios se convirtieron en estados principescos que reconocían el control británico. La capacidad británica para la movilización bélica en la India quedó patente con sus rápidas victorias en Khadki, Sitabuldi, Mahidpur, Koregaon y Satara lo que conllevó la separación del Imperio maratha y la pérdida de su independencia.

## Los maratha y los británicos

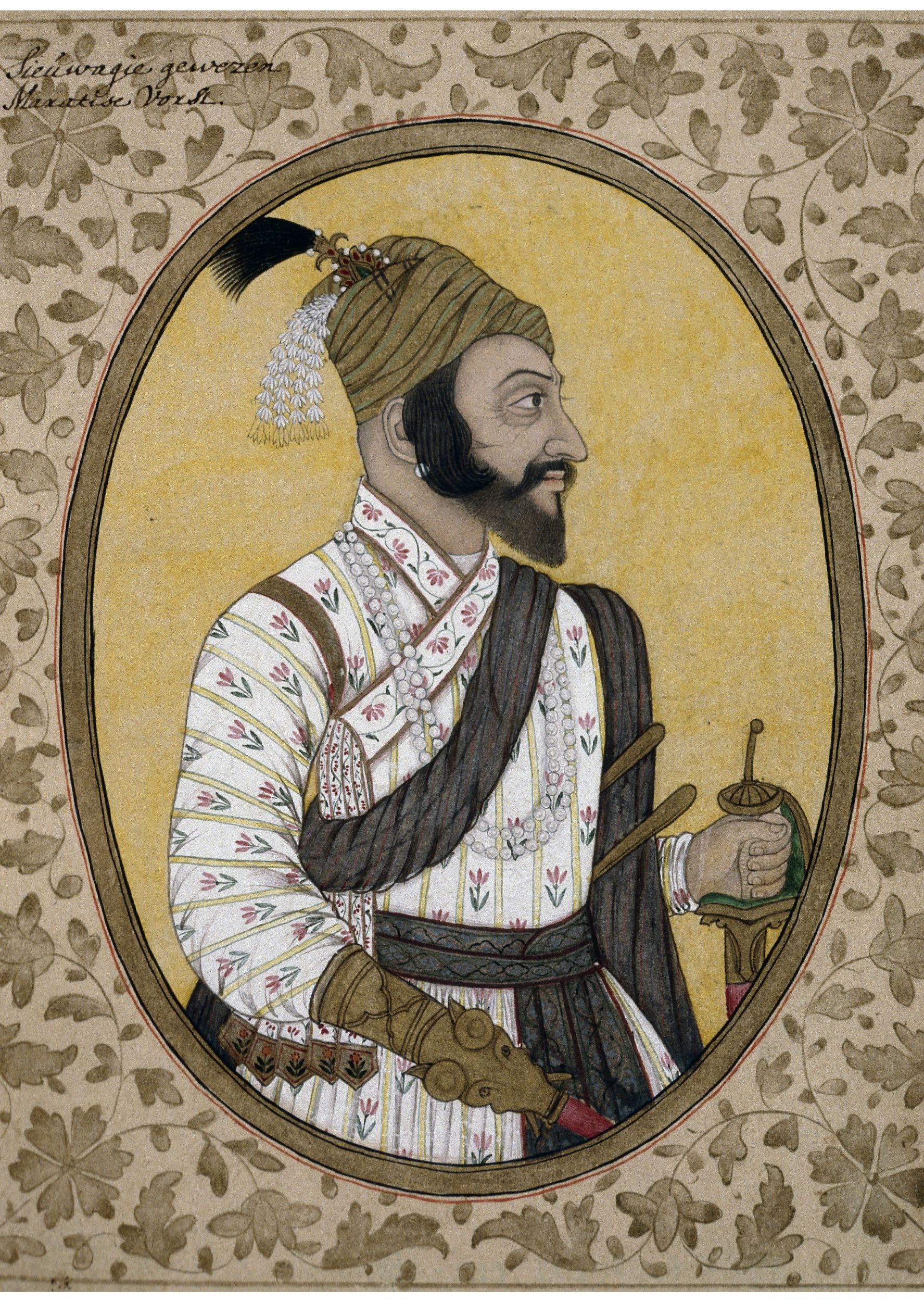
Retrato de Shivaji, fundador del Imperio maratha (1680-7).

Shivaji de la dinastía Bhosle fundó el Imperio maratha en 1674. Los elementos comunes a la población del imperio de Shivaji eran: el idioma maratí, la religión hindú y un fuerte sentimiento de pertenencia nacional. Shivaji había liderado los esfuerzos de la resistencia para liberar a los hindúes del dominio del Sultanato musulmán de Bijapur que supusieron el ascenso al gobierno de los hindúes nativos. Este reino fue conocido como el Hindavi Swarajya (autogobierno hindú) en lengua maratí y su capital estaba ubicada en Raigad. Posteriormente Shivaji logró defender su reino con éxito de los ataques del Imperio mogol.
Un elemento clave de la administración maratha era el consejo de ocho ministros conocido como el Ashta Pradhan (consejo de ocho). El miembro de más edad del Ashta Pradhan recibía el nombre de Peshwa o Mukhya Pradhan (primer ministro) que además era la mano derecha de Shivaji, aunque con el tiempo pasó a ser un puesto hereditario. Shivaji y la mayoría de los guerreros maratha pertenecían a la casta maratha del sistema de castas de cuatro niveles hindú, mientras que todos los peshwas pertenecían a la casta brahmán. Tras la muerte de Shivaji, el Imperio maratha estuvo a punto de desintegrarse pues era grande, pero a la vez vulnerable, algo de lo que intentaron aprovecharse los mogoles al lanzar una invasión que se convirtió en la Guerra de los 27 años (1681-1707). Los peshwas se convirtieron en gobernantes hereditarios del Estado a lo que siguió una lucha por el poder entre Tarabai, nuera de Shivaji, y Chhattrapati Shahu, nieto de Shivaji. Este cambio de dirigentes causó además que la ciudad más importante del Imperio dejase de ser Raigad y que Pune, la ciudad donde los peshwas se habían asentado y desde donde ejercían su poder, y Satara, donde se establecieron los chhatrapatis, descendientes de Shivaji y gobernantes nominales del Imperio, ocupasen ese puesto.

### Crecimiento del poder británico

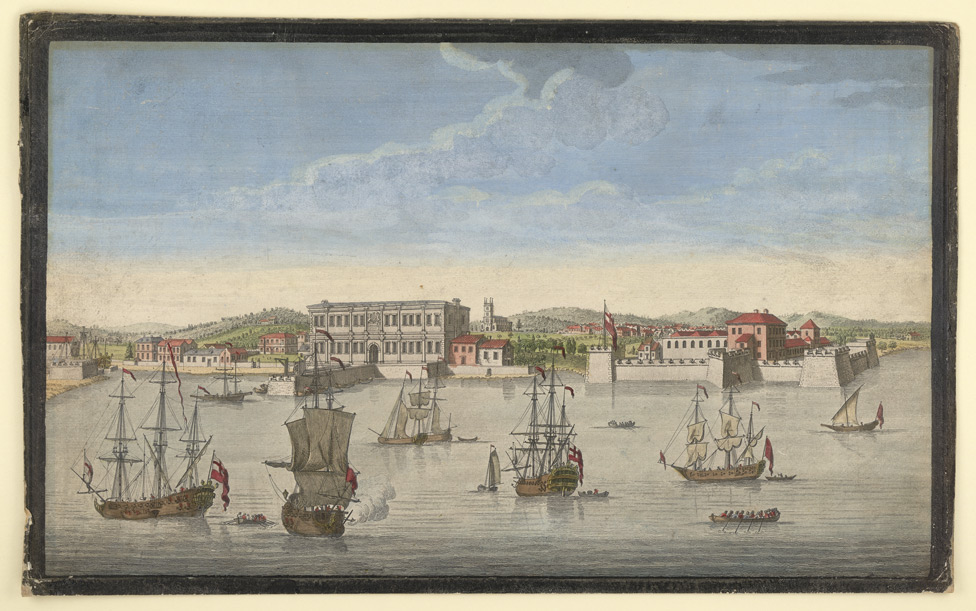
Bombay on the Malabar Coast belonging to the East India Company of England por Jan van Ryne (1754). Se observan la oficina de aduanas y la Iglesia de Santo Tomás.

Mientras los maratha luchaban contra los mogoles a principios del s. XVIII, los británicos mantenían asentamientos en Bombay, Madrás y Calcuta. Tras observar como los maratha derrotaban a los portugueses en la vecina Vasai en mayo de 1739, tomaron la decisión de fortificar su base naval en Bombay y además enviaron emisarios para negociar un tratado en un esfuerzo para mantener a los maratha lejos de la ciudad. Estas delegaciones tuvieron éxito y se firmó un tratado el 12 de julio de 1739 que concedía a la Compañía Británica de las Indias Orientales derechos de libre comercio en territorio maratha. Al sur el Nizam de Hyderabad había conseguido el apoyo francés para su guerra contra los maratha a lo que el peshwa reaccionó solicitando el apoyo de los británicos, que se negaron a intervenir. Incapaz de apreciar la fuerza ascendente que eran los británicos, el peshwa sentó un precedente al buscar su ayuda para resolver conflictos internos maratha. A pesar de la falta de apoyo, los maratha lograron derrotar al nizam tras combatir durante cinco años.
Durante el periodo entre 1750 y 1761, los británicos vencieron a los franceses en la India y establecieron su supremacía en Bengala, al este, y en Madrás, al sur. No fueron capaces de expandirse hacia el oeste pues los maratha eran la fuerza dominante de la zona, pero entraron en Surat, en la costa oeste, por vía marítima.
Los maratha continuaron avanzando más allá del Indo siguiendo la constante expansión de su imperio. La responsabilidad de dirigir el creciente Imperio maratha en el norte se le confió a dos líderes, Malharrao Holkar y Ranoji Shinde, fundadores de las dinastías gobernantes que adoptaron sus apellidos, dado que el peshwa estaba ocupado en el sur. Los dos líderes no actuaban de acuerdo y sus políticas se vieron influidas por los intereses personales y las necesidades financieras. Se enemistaron con otros dirigentes hindúes como los rajput, los jat y los rohilla, fracasaron en atraer mediante diplomacia a dirigentes musulmanes y el 14 de enero de 1761 sufrieron un duro golpe en la Tercera batalla de Panipat contra las fuerzas afganas de Ahmad Shāh Durrānī. Una generación entera de jefes maratha yacían muertos en el campo de batalla como resultado del combate. No obstante, los maratha consiguieron recuperar parte del terreno perdido en el norte tras más de una década de duros combates entre 1761 y 1773, aunque el poder central se resintió notablemente en favor de jefes militares locales que ambicionaban convertirse en rajás de sus respectivas regiones.

### Relaciones anglo-marathas

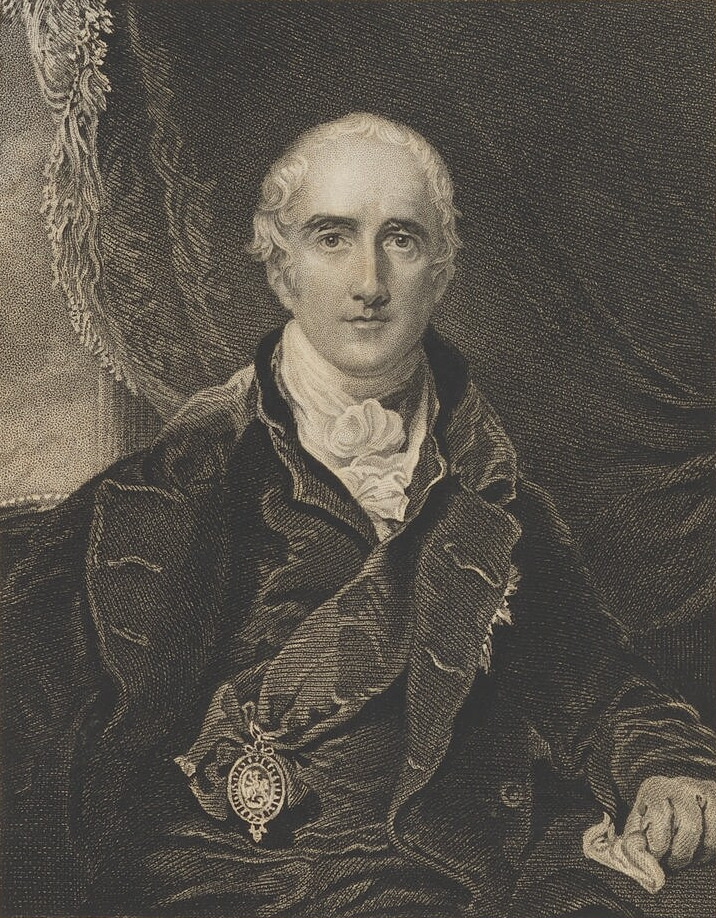
Richard Wellesley, marqués Wellesley logró expandir con rapidez los territorios de la Compañía con sus victorias en la Segunda Guerra Anglo-Maratha.

Las victorias maratha en el norte se vieron desperdiciadas debido a las contradictorias políticas de los Holkar y los Shinde y las disputas internas entre los familiares del peshwa que culminaron con el asesinato de Narayanrao Peshwa en 1773. El resultado de estas circunstancias fue que los maratha desaparecieron virtualmente del norte de la India. Raghunathrao fue derrocado del puesto de peshwa debido a las continuas rivalidades en el seno maratha y buscó la ayuda de los británicos, con los que firmó el Tratado de Surat en marzo de 1775. Este tratado le aseguraba asistencia militar a cambio de la isla de Salsete y de la Fortaleza de Bassein.
El tratado motivó intensas discusiones entre los británicos en la India así como en Europa debido a las graves implicaciones de un enfrentamiento con los poderosos maratha. Otro motivo de preocupación era que el Consejo de Bombay se había extralimitado en su autoridad constitucional al firmar semejante tratado que en última instancia fue el detonante de la Primera guerra anglo-maratha. La guerra culminó en un punto muerto en el que ninguno de los bandos era capaz de derrotar al otro lo que condujo a la firma del Tratado de Salbai en mayo de 1782 con la mediación de Mahadji Shinde. Las dotes de previsión de Warren Hastings fueron la razón principal de los éxitos británicos en esta guerra pues con sus maniobras acabó con la coalición antibritánica y creó división entre los Shinde, los Bhonsle y el peshwa.
La posición de los maratha seguía siendo bastante fuerte cuando el gobernador general Cornwallis llegó a la India en 1786. Tras el Tratado de Salbai, los británicos siguieron una política de coexistencia en el norte y durante más de dos décadas disfrutaron de un periodo de paz con los maratha gracias al esfuerzo diplomático de Nana Phadnavis, el ministro brahmán en la corte del peshwa Baji Rao II, de once años de edad cuando Nana accedió al cargo. La situación cambió tras la muerte de Nana en 1800. La lucha por el poder entre Holkar y Shinde llevó a que Holkar atacase al peshwa en Pune en 1801 pues el peshwa se había puesto de parte de Shinde. El peshwa Baji Rao II abandonó Pune y embarcó por seguridad en un buque de guerra británico; su miedo a la pérdida de poder le llevó a firmar el Tratado de Vasai que convertía al peshwa en aliado subsidiario de facto de los británicos. Los Bhonsle y los Shinde respondieron al tratado atacando a los británicos al negarse a aceptar la traición a su soberanía a manos del peshwa. Este fue el comienzo de la Segunda Guerra Anglo-Maratha en 1803. Ambos fueron vencidos por los británicos y todos los líderes maratha perdieron gran parte de sus territorios que pasaron a posesión de la Compañía.

### Compañía Británica de las Indias Orientales
Los británicos habían viajado cientos de millas para llegar a la India y llegaron con la disposición de quedarse. Estudiaron la geografía de la India y dominaron las lenguas locales para tratar con los indios en igualdad de condiciones. Estaban muy avanzados tecnológicamente hablando y contaban con equipo superior al disponible en el lugar. Chhabra conjetura que, incluso si no se tuviera en cuenta la superioridad tecnológica británica, estos hubieran ganado la guerra gracias a la disciplina y organización entre sus filas. Tras la Primera guerra anglo-maratha, Warren Hastings declaró en 1783 que la paz establecida con los maratha se asentaba en un terreno tan firme que no se vería alterada en los años venideros. Los británicos se plantearon en adelante la necesidad de una nueva estrategia permanente que permitiera establecer y mantener contacto continuado con la corte del peshwa en Pune para lo que escogieron a Charles Malet, un mercader de Bombay con experiencia, para que fuera residente permanente en Pune por su conocimiento de las lenguas y costumbres de la región.

## Preludio

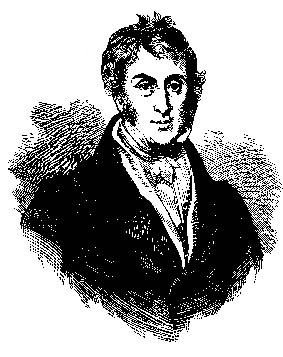
Mountstuart Elphinstone, residente de Pune al comienzo de la guerra, más tarde gobernador de Bombay (1819-1827).

El Imperio maratha no había conseguido desarrollar sus tácticas de guerra no convencionales al mismo ritmo que crecía su imperio. Los esfuerzos para occidentalizar los ejércitos eran desganados e indisciplinados: los soldados no asimilaban las nuevas técnicas mientras se perdían la experiencia y los métodos antiguos. Tampoco estaban a la altura de los británicos ni en cuanto a la efectividad de su red de espías ni en el terreno de la diplomacia, como se comprobó continuamente en su trato con la Compañía y sus representantes. La artillería maratha estaba desfasada y estos no eran capaces de fabricar sus propias armas, apartado en el que dependían por completo del a veces inestable envío de material extranjero, casi siempre francés, dependencia que se extendía igualmente al manejo de los cañones, operados casi exclusivamente por artilleros franceses. Las maniobras militares se llevaban a cabo sin tener conocimiento de la orografía del lugar y, en muchas ocasiones, las tropas se veían bloqueadas o atrapadas al encontrar un río si no eran capaces de localizar barcas o vados. El enemigo solía aprovecharse de estas situaciones para conseguir la posición más favorable, lo que daba lugar a que los maratha perdieran la batalla o se vieran sobrepasados y masacrados en la huida.
Para cuando comenzó la guerra, el poder de la Compañía Británica de las Indias Orientales estaba en ascenso mientras que el Imperio maratha se deterioraba poco a poco. Los británicos habían resultado victoriosos en la anterior guerra anglo-maratha mientras que el peshwa del Imperio maratha en ese momento era Baji Rao II, un dirigente que la mayoría de las fuentes de la época describían como incapaz y sin noción alguna de liderazgo cuando no cobarde, características en las que seguramente influyó el hecho de haber crecido entre las profundas rivalidades e intrigas del Imperio de la época. Además varios líderes maratha que anteriormente se consideraban aliados del peshwa habían pasado a estar bajo control o protección británica.
La Compañía había llegado también a un acuerdo con la dinastía Gaekwad de la provincia maratha de Baroda, que incitaba al gobernante a no enviar el tributo anual al peshwa de los impuestos de esa provincia. Gaekwad tuvo que enviar en 1814 un diplomático al peshwa en Pune para resolver la disputa concerniente a la recaudación de impuestos, que había alcanzado una deuda de 24 lakhs. El peshwa solicitó la presencia de su jefe de ministros, Gangadhar Shastri, considerado amigo de los británicos y que estaba bajo su protección. Cuando durante su visita fue asesinado se consideró al ministro del peshwa, Trimbakji Dengale, sospechoso del crimen, lo que los británicos aprovecharon para obligar a Baji Rao a firmar un tratado. El peshwa firmó dicho tratado, el Tratado de Pune, el 13 de junio de 1817 y algunos de los términos más importantes del acuerdo incluían la admisión de la culpabilidad de Dengle, la renuncia a hacerle exigencias a Gaekwad y la entrega de importantes franjas de territorio a los británicos. Estas incluían sus posiciones más importantes en el Decán, el litoral de Konkan y todos los lugares al norte del río Narmada y al sur del Tungabhadra. Por último el peshwa debía abstenerse de comunicarse con ningún otro poder de la India y el residente británico Mountstuart Elphinstone le solicitó además que disolviera su caballería.

### Planes maratha

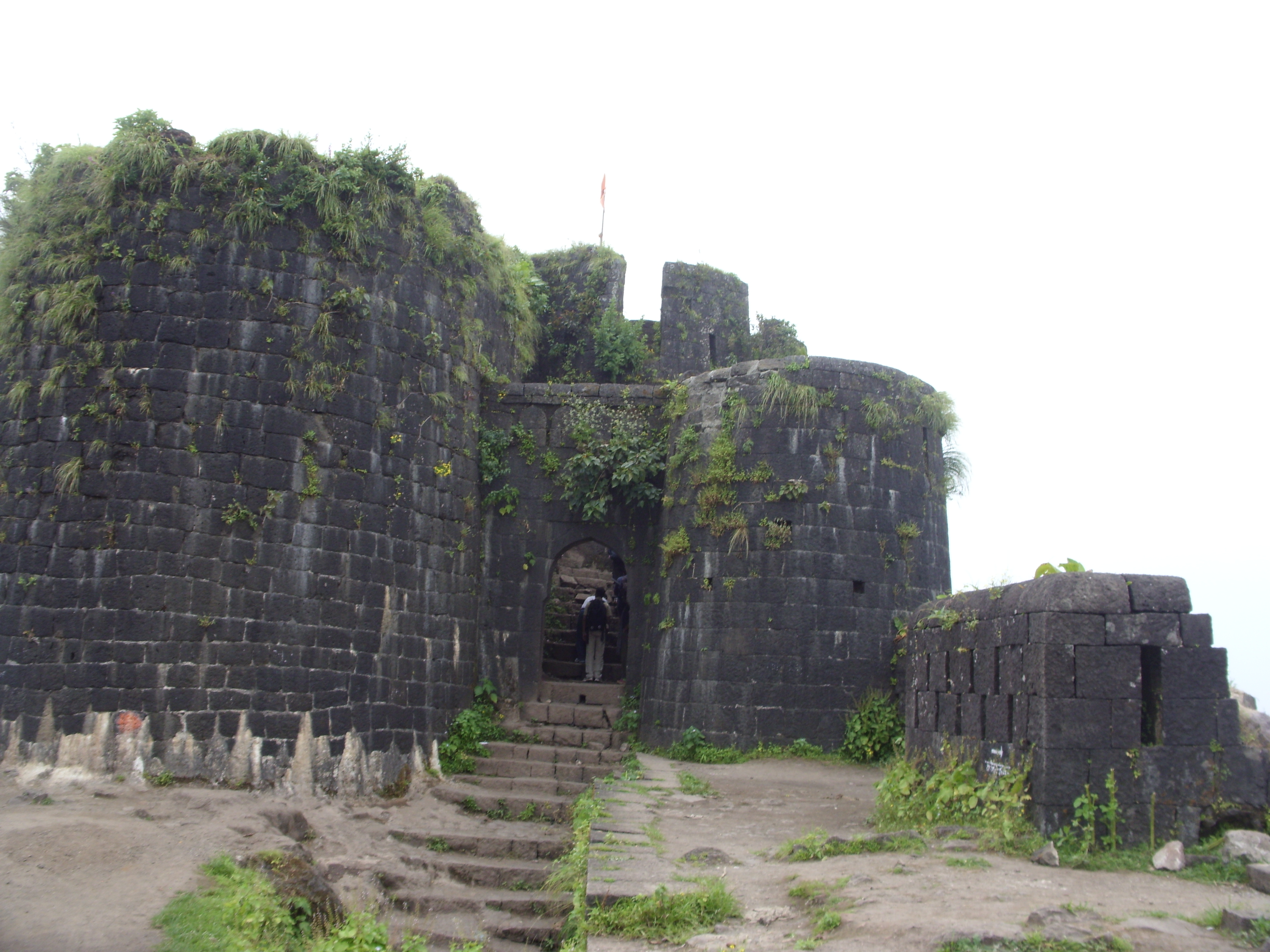
Aspecto actual del fuerte de Purandar.

El peshwa en efecto disolvió su caballería, pero les pidió en secreto que se mantuvieran preparados y ofreció un pago adelantado de siete meses. Baji Rao le confió a Bapu Gokhale los preparativos para la guerra. En agosto de 1817, el peshwa reforzó los fuertes de Sinhagad, Raigad y Purandar, y Gokhale reclutó tropas en secreto para la guerra inminente. Contrataron a muchos bhil y ramoshi y se hicieron esfuerzos para unir a los Bhonsle, a los Shinde y a los Holkar; incluso hubo contactos con los mercenarios pindari. El peshwa identificó a indios insatisfechos al servicio del residente británico Elphinstone y los reclutaron en secreto, uno de ellos Jaswant Rao Ghorpade, y también se intentó reclutar a oficiales europeos. Algunos indios, como Balaji Pant Natu, se mantuvieron incondicionalmente del lado de los británicos mientras que muchos de los cipayos rechazaron las ofertas del peshwa y otros informaron del asunto a sus oficiales superiores.
El 19 de octubre de 1817, Baji Rao II celebró el festival Dussehra en Pune, una ocasión para la que se reunieron gran cantidad de tropas. Durante los festejos, un amplio flanco de la caballería maratha fingió una carga contra los cipayos británicos, pero se detuvo en el último momento. Se pretendía que este despliegue fuera un desaire hacia Elphinstone y una táctica amedrentadora para incitar a los cipayos británicos a desertar y a unirse al bando del peshwa. Este tenía además intención de asesinar a Elphinstone a pesar de la oposición de Gokhale, pero el británico estaba perfectamente enterado de todos estos movimientos gracias a la labor de espionaje de Balaji Pant Natu y de Ghorpade.
Burton proporciona una estimación de las fuerzas de las diversas potencias maratha hacia 1817. Supone un total de 81 000 soldados de infantería, 106 000 a caballo y 589 cañones entre todas las facciones maratha. De estas el peshwa contaba con la mayor fuerza de caballería con 28 000 jinetes, además de 14 000 soldados a pie y 37 cañones. El cuartel general del peshwa estaba en Pune, la ubicación más al sur entre las potencias maratha. Holkar contaba con la segunda fuerza de caballería, unos 20 000 hombres, más una infantería de unos 8000 hombres y 107 cañones. Shinde y Bhonsle contaban con una caballería de parecido tamaño, de 15 000 y 16 000 jinetes respectivamente, mientras que Shinde tenía 16 000 soldados de infantería y 140 cañones y Bhonsle disponía de 18 000 soldados a pie y 85 cañones. Los cuarteles generales de Holkar, Shinde y Bhonsle estaban en Indore, Gwalior y Nagpur respectivamente. El líder pashtún Amir Kan se encontraba en Tonk, en Rajputana, y su fuerza se componía de 12 000 soldados de caballería, 10 000 de infantería y 200 cañones. Los pindari estaban situados en el norte del valle de Narmada, en la región de Chambal y Malwa, en el centro de la India. Tres caudillos pindari se habían aliado con Shinde; estos eran Setu, Karim Kan y Dost Mohammed, cuyas fuerzas eran caballería casi por completo: 10 000, 6000 y 4000 jinetes respectivamente. El resto de jefes pindari (Tulsi, Imam Baksh, Sahib Kan, Kadir Baksh, Nathu y Bapu) se habían unido a Holkar. Tulsi e Imam Baksh tenían cada uno 2000 hombres a caballo, Kadir Baksh tenía 21 500 y Sahib Khan, Nathu y Bapu, 1000, 750 y 150 respectivamente.

### Los pindari

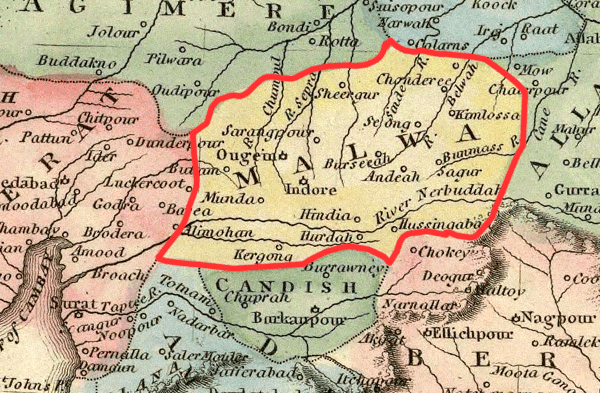
Malwa, en la parte central de la India, era el lugar desde donde operaban la mayoría de pindari de la época.

Tras la segunda guerra anglo-maratha, Shinde y Holkar habían perdido muchos de sus territorios a manos de los británicos, lo que les llevó a animar a los pindari a atacar las posesiones británicas. Los pindari, que se componían casi por completo de caballería, llegaron a ser conocidos como los Shindeshahi y los Holkarshahi tras el patronazgo que recibieron de los respectivos dirigentes maratha derrotados en la guerra. Los señores pindari eran: Setu (el más famoso), Karim Kan, Dost y Wasil Mohammed, Tulsi, Imam Baksh, Sahib Kan, Kadir Baksh, Nathu y Bapu. De entre todos ellos, Setu, Karim Kan y Dost Mohammed pertenecían a los Shindeshahi y el resto, a los Holkarshahi y sus fuerzas sumaban un total de 33 000 hombres en 1814.
Los pindari realizaban frecuentes asaltos en aldeas del centro de la India de tal manera que la región se vio despoblada con rapidez ante la incapacidad de los campesinos para conseguir el sustento suficiente de la tierra. Estos a su vez se quedaban sin más opciones que unirse a las bandas de saqueadores o pasar hambre. Entre 1815 y 1816, más de 23 000 pindari se adentraron en la Presidencia de Madrás, destruyeron unos 300 pueblos en la Costa de Coromandel y se hicieron con un botín de más de un millón de libras esterlinas. Otra banda asoló el reino del nizam mientras una tercera entraba en Malabar. Más ataques pindari en territorio británico siguieron a estos en 1816 y 1817. Francis Rawdon-Hastings consideraba que no existiría paz o seguridad en la India hasta que los saqueadores pindari fueran eliminados.

### Planes británicos

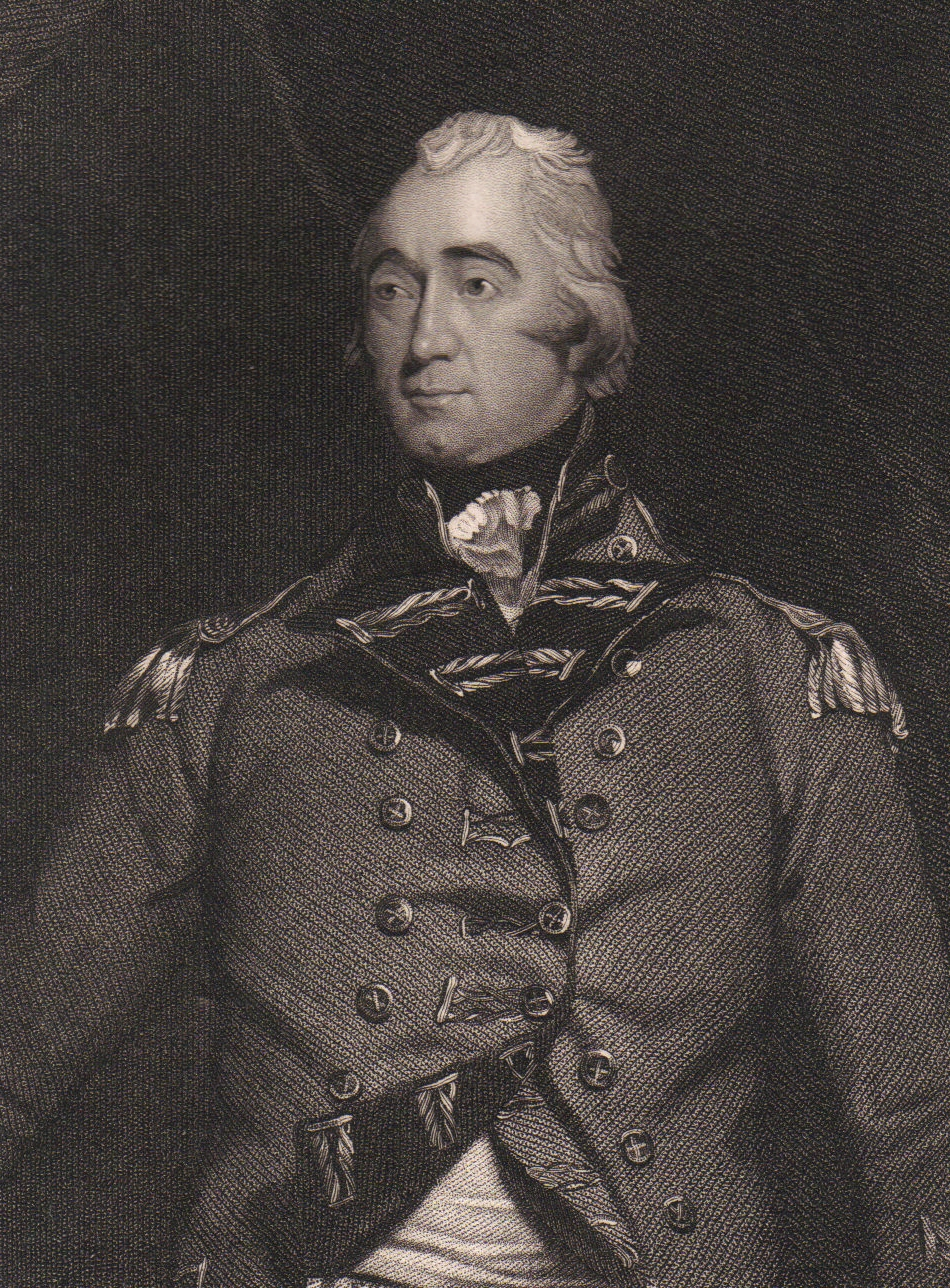
Francis Rawdon-Hastings, marqués de Hastings y gobernador general de la India durante la guerra.

Dirigir un ejército contra los pindari con la esperanza de enfrentarse a ellos en una batalla convencional era una ilusión vana. Para aplastarlos de manera total y absoluta, debían ser rodeados de tal manera que no tuvieran vías de escape. Francis Rawdon-Hastings obtuvo la autorización del Gobierno de la metrópoli para realizar acciones contra los pindari mientras hacía uso de la diplomacia con los principales líderes maratha para aunar esfuerzos con ellos. Sin embargo, los pindari seguían contando con la simpatía de casi todos los gobernantes maratha. El plan británico era normalizar relaciones con los Shinde, los Holkar y Amir Kan, conocidos por su buena disposición hacia los pindari, y por darles asilo en sus territorios. Shinde estaba planeando formar una coalición contra los británicos en secreto con el peshwa y el ministerio de Nepal. Su correspondencia con Nepal fue interceptada y se le presentó en Durbar. Se vio forzado entonces a aceptar un tratado según el cual se comprometía a ayudar a los británicos contra los pindari y a impedir que se formasen nuevas bandas en su territorio. La diplomacia, las presiones y el Tratado de Gwalior mantuvieron a Shinde apartado de la guerra. Amir Kan disolvió su ejército a condición de que se le garantizara la posesión del principado de Tonk en Rajputana. Vendió sus cañones a los británicos y aceptó impedir que bandas de saqueadores operasen desde su territorio.
En 1817 Rawdon-Hastings consiguió reunir el mayor ejército británico visto hasta el momento en la India, hasta un total de casi 120 000 hombres. El ejército se formó sobre todo mediante la unión de dos ejércitos más pequeños, el Gran Ejército o Ejército Bengalí en el norte bajo su propio mando, con una fuerza de 40 000 hombres, y el Ejército del Decán al sur bajo el mando del general Hislop, con 70 400 hombres. El Gran Ejército fue dividido en tres divisiones y una reserva. El general de división Marshall mandaba la de la izquierda, la del centro estaba a cargo del propio Francis Rawdon-Hastings y la reserva era responsabilidad del general Ochterlony. El segundo ejército, el Ejército del Decán, estaba repartido en cinco divisiones: al mando estaban el general Hislop, el general de brigada Doveton, el general Malcolm, el general de brigada Smith y el teniente coronel Adams. Los dos ejércitos sumaban un total de 110 400 efectivos a los que se añadían los dos batallones de cada una de las residencias en Madrás y Pune más el servicio de la unidad de artillería de cada residencia. La de Madrás contaba también con un batallón del 6.º de Caballería Bengalí. En octubre y principios de noviembre la primera división del Gran Ejército recibió órdenes de marchar hacia Sind, la segunda hacia Chambal y la tercera hacia Narmada oriental mientras la división de reserva se usó para presionar a Amir Kan. El efecto buscado al enviar a la primera y segunda división era separar a Shinde de sus aliados potenciales. La táctica dio sus frutos y esta y otras circunstancias llevaron a Shinde y a Amir Kan a firmar un tratado.
La primera y tercera división del Ejército del Decán se concentraron en Harda para controlar los vados del Narmada. El destino de la segunda división fue Malkapur, donde debían vigilar los Ghats de Berar mientras la cuarta división se dirigía a Khandesh para ocupar la región entre las divisiones administrativas de Pune y Amravati (Berar), la quinta se desplegó en Hoshangabad y la reserva lo hizo entre los ríos Bhima y Krishná.

## Desarrollo
El territorio del peshwa estaba en un área llamada Desha, hoy en día parte del moderno estado de Maharashtra. La región se compone de los valles de los ríos Krishná y Godavari y las mesetas de las montañas Sahyadri. El territorio Shinde en torno a Gwalior y Bundelkhand era una serie de colinas onduladas y valles fértiles que descienden hacia la Llanura Indo-Gangética al norte. El territorio pindari estaba formado por los valles y bosques del Chambal, la región noroccidental del moderno estado de Madhya Pradesh, una zona montañosa de clima riguroso. Los pindari también operaban desde Malwa, una altiplanicie al noroeste del estado de Madhya Pradesh, al norte de los Montes Vindhya. Holkar residía en la parte superior del valle del río Narmada.

### Primeros combates
La guerra empezó siendo sobre todo y, especialmente antes del alzamiento maratha, un barrido con el objetivo de completar la expansión durante la anterior guerra anglo-maratha que solo se había detenido debido a las preocupaciones económicas de los británicos. Esta operación de limpieza estaba destinada en principio a acabar con los pindari y sus incursiones y saqueos en territorios de la Compañía y a afianzar su control sobre los territorios ocupados por estos, pero los maratha aprovecharon la ocasión para pasar a la ofensiva. Al conocer que los británicos habían dado comienzo a las hostilidades con los pindari, las fuerzas del peshwa atacaron en las cercanías de Khadki a las 16:00 del 5 de noviembre de 1817 con el flanco izquierdo maratha chocando contra el flanco derecho británico. Las fuerzas maratha estaban formadas por 20 000 jinetes, 8000 soldados de infantería y 20 cañones, mientras que los británicos contaban con 2000 jinetes, 1000 de infantería y ocho cañones. Del lado maratha, una fuerza adicional de 5000 jinetes y 1000 hombres a pie protegía al peshwa en la colina Parvati. Las fuerzas británicas incluían la unidad del capitán Ford que iba de camino a Khadki desde Dapodi; también se había pedido al general Smith que viajara hasta Khadki para unirse a la batalla, pero se dio por sentado que no llegaría a tiempo.

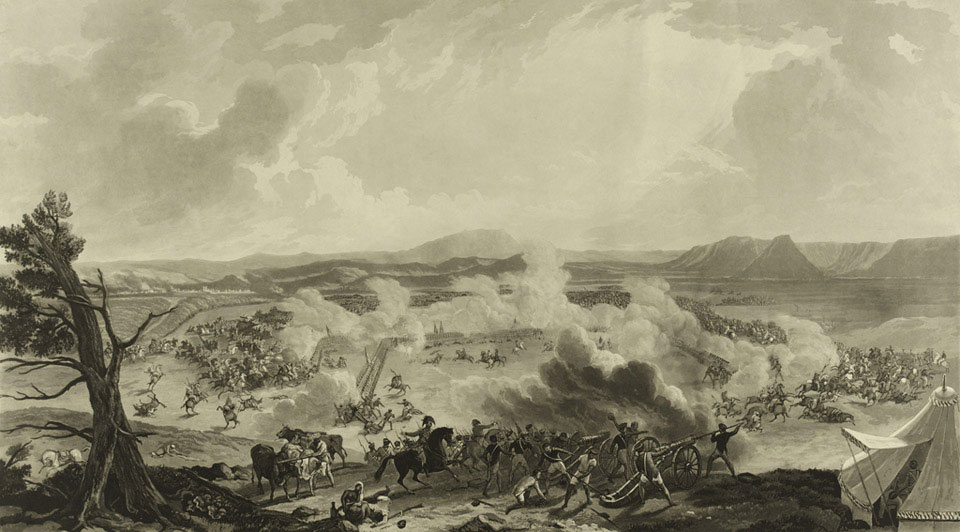
Batalla de Khadki, también conocida como batalla de Kirkee o Kirki, nombres que recibió la ciudad durante la dominación británica de la India.

Las tres colinas de la zona eran la colina Parvati, la colina Chaturshringi y la colina Khadki. El peshwa contempló la batalla desde la colina Parvati mientras que las tropas de la Compañía Británica de las Indias Orientales se concentraban en la colina Khadki. Ambas colinas estaban separadas por una distancia de cuatro kilómetros. El río Mula que pasa por el lugar es poco profundo y estrecho y se podía cruzar por varios puntos. Unos cuantos canales (nallas o nullahs en idioma maratí) se unían con el río y, aunque no eran obstáculos de importancia, algunos se encontraban ocultos por la densa vegetación del área.
El ejército maratha era una mezcla de tropas rohilla, maratha e incluso algunos rajput. También incluía una pequeña unidad de caballería portuguesa bajo el mando de su oficial, De Pinto. El flanco izquierdo del ejército maratha, bajo el mando de Moropant Dixit y Raste, estaba situado en el mismo terreno llano sobre el que se construyó más tarde la Universidad de Pune. Bapu Gokhale mandaba el centro y el ala derecha estaba bajo el control de Vinchurkar. Las tropas británicas comenzaron a moverse el 1 de noviembre de 1817 cuando el coronel Burr dirigió sus fuerzas hacia lo que después se convirtió en el Jardín Bund, a través del Puente Holkar. Los maratha tuvieron éxito en crear una brecha entre el flanco izquierdo y el centro británicos, pero este éxito se vio anulado cuando la caballería maratha se convirtió en un caos al encontrarse con un canal oculto y por la falta de mando temporal de Gokhale después de que su caballo recibiera un disparo, lo que los obligó a retirarse a sus posiciones iniciales. Poco después los maratha se encontraron sin liderazgo en su carga por la izquierda cuando Moropant Dixit murió de un disparo. La infantería británica pasó a avanzar sin detenerse mientras disparaba descarga tras descarga, lo que provocó que la caballería maratha se retirase en apenas cuatro horas y que los británicos declarasen su victoria en poco tiempo. Perdieron ochenta y seis hombres frente a los más de trescientos muertos de los maratha.

### Ataque contra los pindari

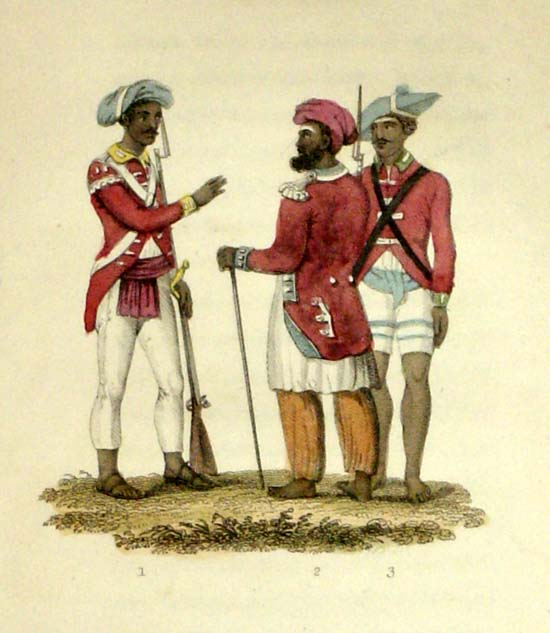
Desde el aumento de sus efectivos en la India a finales del la mayoría de los soldados de la Compañía eran nativos indios que pasarían a ser denominados cipayos.

La ofensiva contra los pindari se llevó a cabo según lo planeado y se les atacó al mismo tiempo que se rodeaban y destruían sus hogares, a la vez que los británicos se enfrentaban al Imperio. El general Hislop de la Residencia de Madrás atacó a los pindari desde el sur y los empujó más allá del río Narmada, donde el gobernador general Francis Rawdon-Hastings esperaba con su ejército. Las vías de comunicación más importantes de India Central estaban ocupadas por destacamentos británicos y las fuerzas pindari estaban completamente desorganizadas, divididas y esparcidas en el curso de una sola campaña. No plantearon una resistencia organizada ni defendieron posiciones contra los tropas regulares y, de entre todos sus dirigentes, solo Wasil Mohammed intentó una única incursión sobre el Bundelkhand, que acabó en rápida retirada. Incluso las bandas pequeñas fueron incapaces de huir del cerco de fuerzas organizado en torno a ellas y que cubría todos los caminos. Al final se dispersaron con rapidez por todo el territorio y los caudillos pindari se vieron reducidos a la condición de bandidos en busca y captura.
Los desesperados pindari esperaban que los maratha les prestasen ayuda, pero ninguno se atrevió a ofrecerles apoyo. Karim y Setu aún disponían de 23 000 hombres entre los dos, pero tal fuerza no era rival para los ejércitos que los rodeaban. La presión británica era incansable y una derrota seguía a la otra. Una banda consiguió huir hacia el sur pero tuvieron que dejar todo sus pertrechos atrás mientras que muchos otros escaparon hacia la jungla para encontrar la muerte allí. Algunos intentaron encontrar refugio en las aldeas, pero murieron a manos de los aldeanos que no habían olvidado el sufrimiento que les habían infligido los pindari.
Los jefes pindari Karim Kan y Wasil Mohammed estuvieron presentes junto con sus durras, nombre que recibía el conjunto de hombres bajo el mando de un caudillo pindari, en la batalla de Mahidpur cerca del final de la guerra. Puesto que para el momento de esta batalla el poder maratha se había reducido de manera significativa, la captura de Setu y los otros líderes se reanudó con vigor. Los líderes habían empezado a rendirse antes de acabar marzo y la organización pindari y su poder habían llegado a su fin. Se les reubicó en Gorakhpur donde obtuvieron concesiones de tierra para su subsistencia y Karim Kan se convirtió en granjero en la pequeña propiedad que recibió en esa región más allá del Ganges. Wasil Mohammed intentó escapar, pero fue descubierto y se suicidó con veneno. Setu, un jat según el sistema de castas, fue perseguido incansablemente por John Malcolm de un lugar al siguiente hasta que se quedó sin seguidores. Desapareció en las junglas del centro de la India en 1819 y murió por el ataque de un tigre.

### Huida del peshwa

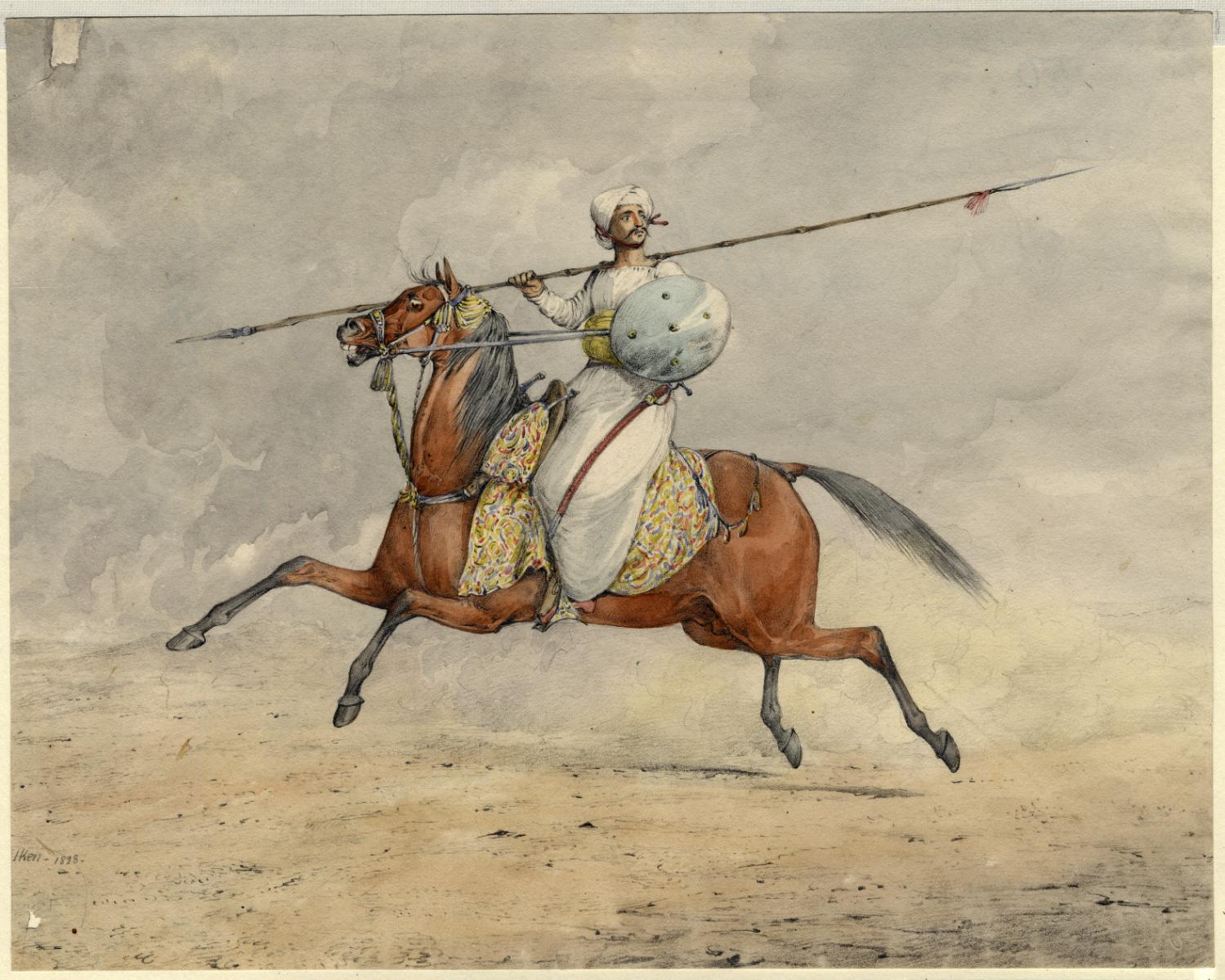
Caballería ligera maratha, 1828.

El general Smith llegó a Yerwada, cerca de Pune, donde hoy se encuentra el Deccan College, el 13 de noviembre siguiendo las órdenes de Elphinstone. Smith y sus tropas cruzaron el río el 15 de noviembre y tomaron posiciones en Ghorpadi. La mañana del 16 de noviembre los maratha intercambieron disparos con los británicos. Aunque los generales maratha Purandare, Raste y Bapu Gokhale estaban preparados para avanzar contra las fuerzas británicas su moral era muy baja tras conocer que el peshwa y su hermano habían huido hacia Purandar el 16 de noviembre. Un contingente adicional de 5000 maratha se ubicó en la confluencia de dos ríos (el Mula y el Mutha) bajo el liderazgo de Vinchurkar, pero se limitaron a mantenerse inactivos. Bapu Gokhale se retiró para proteger la huida del peshwa.
A la mañana siguiente el general Smith avanzó hacia la ciudad de Pune y descubrió que el peshwa había escapado hasta la ciudad de Satara. Pune se rindió a lo largo del día y el general Smith se tomó con gran diligencia la tarea de proteger a la parte de la comunidad que no se había resistido y poco después se restableció el orden. Las fuerzas británicas entraron en Shanivar Wada, la fortaleza palaciega sede de los peshwas, el 17 de noviembre y Balaji Pant Natu izó la Union Flag. A pesar de ello no se retiraron las banderas de color azafrán del peshwa de los kotwali chawdi hasta la derrota de Baji Rao en Ashti; parece ser que la Compañía aún creía que la guerra no había sido instigada por Baji Rao, sino que se vio forzado por la presión ejercida por Bapu Gokhale, Trimabkji Dengle y Moropant Dixit.
El peshwa huyó entonces a Koregaon. La subsiguiente batalla de Koregaon tuvo lugar el 1 de enero de 1818 a orillas del río Bhima, al noroeste de Pune. El capitán Staunton se acercó a Koregaon con 500 soldados, dos cañones de seis libras y 200 jinetes irregulares. Solo 24 de los soldados tenían origen europeo, aquellos que procedían de la unidad artillera de Madrás y manejaban los cañones; el resto de la infantería se componía de indios al servicio de los británicos. La pequeña aldea de Koregaon estaba en la orilla norte del río que contaba con un caudal escaso en esa época del año y disponía de un recinto fortificado de estilo maratha (un gadhi) que Staunton fue incapaz de arrebatar a los maratha que lo ocupaban cuando se hizo con el control de la aldea. Además quedaron desconectados del río, su única fuente de agua, y poco después comenzó un combate feroz que duró todo el día. Calles y cañones fueron capturados y recuperados, cambiando de manos en varias ocasiones, mientras las tropas de la Compañía sufrían por la falta de agua. El oficial de artillería, Chisholm, murió tras recapturar un cañón perdido y le cortaron la cabeza. Los británicos seguían resistiendo mientras el peshwa observaba la batalla desde lo alto de una colina cercana a unas dos millas. Los maratha evacuaron la aldea y se retiraron durante la noche, una acción por parte de los maratha justificada por su seguimiento de las tácticas del Ganimi Kawa, la doctrina militar basada en tácticas de guerrilla postulada por Shivaji y por la frustración del peshwa ante la incapacidad de sus tropas de derrotar a un enemigo tan reducido en un enfrentamiento directo. Los británicos perdieron 175 hombres, entre ellos veinte de los artilleros, y casi un tercio de su caballería irregular y más de la mitad de sus oficiales europeos estaban heridos mientras que los maratha perdieron entre 500 y 600 hombres. Cuando los británicos descubrieron por la mañana que la aldea había sido evacuada Staunton reunió a sus agotadas, pero triunfantes tropas y fingió marchar hacia Pune cuando en realidad se dirigió a Shirur. La Compañía consideró esta resistencia por parte de una pequeña tropa contra una abrumadora fuerza maratha uno de los ejemplos más gloriosos en sus anales y en abril de 1821 levantó un monumento en el lugar para honrar a los muertos.

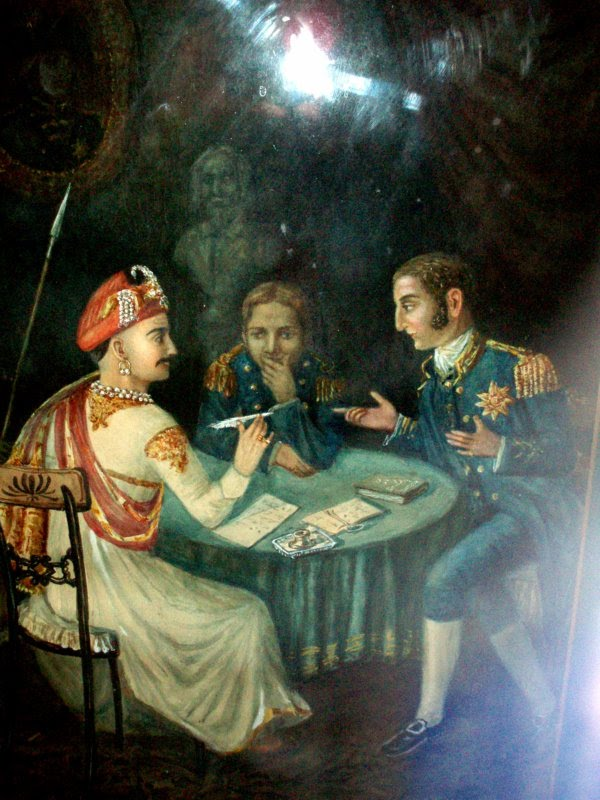
Peshwa Baji Rao II durante la firma del tratado de Bassein con los británicos que puso fin a la segunda guerra anglo-maratha.

Tras la batalla las fuerzas británicas comandadas por el general Pritzler persiguieron al peshwa quien huyó en dirección sur hacia Karnataka con el rajá de Satara y se mantuvo en movimiento todo el mes de enero. Después de que el rajá de Mysore le negase su ayuda el peshwa volvió sobre sus pasos y adelantó al general Pritzler para dirigirse a Solapur. Hasta el 29 de enero la persecución del peshwa no había dado resultados; en cuanto Baji Rao sentía la presión de los británicos Gokhale y sus tropas ligeras rodeaban al peshwa y disparaban desde lejos. Se produjeron algunas escaramuzas y los maratha con frecuencia recibían impactos de los proyectiles de la artillería a caballo. No se dieron, sin embargo, situaciones ventajosas para ninguna de las partes.
El 7 de febrero el general Smith se dirigió a Satara y el 10 de febrero la ciudad cayó sin apenas combates. Allí capturó el palacio real de los maratha, donde izó la bandera británica de manera simbólica, aunque al día siguiente la Bhagwa Zenda, la bandera de Shivaji y de los maratha, ya había ocupado su lugar y los británicos, en un esfuerzo para lograr el apoyo de la población, declararon que no interferirían con los principios de ninguna religión. Anunciaron además que los watans, los inams, las pensiones y las asignaciones anuales se mantendrían siempre y cuando los beneficiarios dejasen de estar al servicio de Baji Rao. Durante este periodo Baji Rao permaneció en los alrededores de Solapur. El 19 de febrero el general Smith recibió un mensaje que le indicaba que el peshwa se dirigía hacia Pandharpur. Las tropas del general Smith atacaron al peshwa a mitad de camino en Ashti, donde Gokhale se dio la vuelta para enfrentarse a ellos y murió al intentar flanquear a sus perseguidores. Fue una pequeña escaramuza en la que los maratha perdieron de 50 a 100 hombres y los británicos solo unos pocos hombres, pero su importancia radica en que el chhatrapati y su familia, a quienes había ido a buscar poco antes el peshwa para que se unieran a él, aprovecharon la situación para escapar y rendirse al general Smith.

### Posición del chhatrapatti antes y durante la guerra
Tras la convulsa época de mandato de Rajaram II como chhatrapati entre 1749 y 1777, durante la que el monarca se vio por primera vez completamente ensombrecido por el peshwa, la posición de los monarcas maratha pasó a ser prácticamente nominal en favor de este y sus sucesores. Esta decadencia del poder del chhatrapati tuvo origen en la década de 1750 cuando la reina viuda Tarabai puso en duda su parentesco con su abuelo Rajaram y con ella misma lo que conllevó su reclusión según órdenes de Tarabai, condición que continuó hasta la muerte de la reina en 1763 cuando Madhav Rao Peshwa lo restableció en su cargo, pero sin ceder el poder conseguido mientras tanto. Desde entonces el monarca mantenía la posición que le convertía en el titular de la autoridad para nombrar a los peshwas y poco más; la aceptación general de este intercambio de poder se ve ejemplificada con el firmán del emperador Alamgir II al peshwa en el que le felicitaba por «cuidar» de la familia Chhatrapati.
El chhatrapati durante la guerra fue Pratapsinha (también llamado Pratap Singh) quien ocupó el cargo ente 1808 y 1839 y que por esa época ocupaba el cargo ceremonial de rajá de Satara. Su relación con el peshwa fue cordial al principio, pero se enturbió a partir de 1812, cuando empezó a solicitar en su correspondencia al peshwa una mayor asignación económica para su familia. Debe tenerse en cuenta que, al igual que su padre, Pratapsinha llevaba toda su vida confinado y de la misma manera que el peshwa no había recibido educación adecuada ni fundamentos para el gobierno; como chhatrapati, de hecho, no tenía ni poder ni independencia. La situación empeoró para el monarca cuando poco antes del comienzo de la guerra Baji Rao lo encerró a él y a su familia en el fuerte Wasota, cerca de Satara, con dos objetivos en mente: en primer lugar mantener controlado al dirigente maratha y así asentar su autoridad y en segundo lugar detener las negociaciones que había descubierto entre el residente británico de Pune y el chhatrapatti. Ciertamente Elphinstone había entablado contacto con el rajá con el objetivo de reestablecerle como figura de poder favorable a los británicos que sirviera de contrapeso a la del peshwa. A su vez, en sus reuniones anteriores a la guerra Pratapsinha le había desvelado los planes del peshwa con respecto a la guerra y le había incitado a atacar y capturar Satara asegurándole que sería una empresa sencilla que además le permitiría liberarlo.
La captura de la ciudad se produjo el 10 de febrero de 1818 y los británicos alzaron la bandera del rajá poco después. Al día siguiente el chhatrapati, en connivencia con los británicos, publicó una jahirnama (manifiesto o proclamación) donde, además de asegurar el respeto a las propiedades mencionado antes, se afirmaba que el peshwa ya no estaba al frente de la confederación, haciendo uso así de la responsabilidad de elegir peshwa que nunca le había sido arrebatada, y en la que además declaraba en favor de los británicos y se ponía de su parte. Los actos del chhatrapati convertían además a los británicos en unos restauradores a ojos del pueblo maratha, restauradores cuya única razón para combatir era el enfrentamiento con el peshwa y no con el gobernante de Satara, el chhatrapati, a quien devolverían a su trono en cuanto acabaran los combates. No obstante Baji Rao II desafió la jahirnama que lo destituía de su posición como peshwa mediante la publicación de otra jahirnama en la que despedía a Mountstuart Elphinstone como residente británico en su estado, pero para ese momento la muerte de Gokhale y la escaramuza en Ashti habían acelerado el final de la guerra. Poco después los Patwardhan (dinastía cuyos miembros gobernaron Miraj) abandonaron al peshwa.

### Captura y renuncia del peshwa
Para el 10 de abril de 1818, las fuerzas del general Smith habían tomado los fuertes de Sinhagad, Purandar y Wasota. Mountstuart Elphinstone menciona la captura de Sinhagad en la entrada de su diario del 13 de febrero de 1818: 

«La guarnición no incluía ningún maratha sino que se componía de 100 árabes, 600 gosain y 400 konkani. El killadar era un muchacho de once años; el verdadero gobernador, Appajee Punt Sewra, un carcoon de aspecto mezquino. Se trató a la guarnición con generosidad; y, aunque había gran cantidad de propiedades y dinero en el lugar, al killadar se le permitió quedarse todo lo que reclamase como suyo».

 El 3 de junio de 1818, Baji Rao, quien llevaba acampado dos semanas en Dhulkot negociando con los británicos, se rindió definitivamente y negoció la suma de ocho lakhs en rupias como pensión anual. Baji Rao obtuvo el compromiso de los británicos en favor de los jagirdar, su familia, los brahmanes y las instituciones religiosas. El peshwa fue enviado a Bithur, cerca de Kanpur. Aunque la caída y exilio del peshwa fue acogida con lamentos por todo el Imperio maratha y como una derrota nacional, el peshwa parecía impertérrito. Con el paso de los años, se casó varias veces más y pasó su larga vida dedicado a celebraciones religiosas y a beber en exceso.

### Acontecimientos en Nagpur

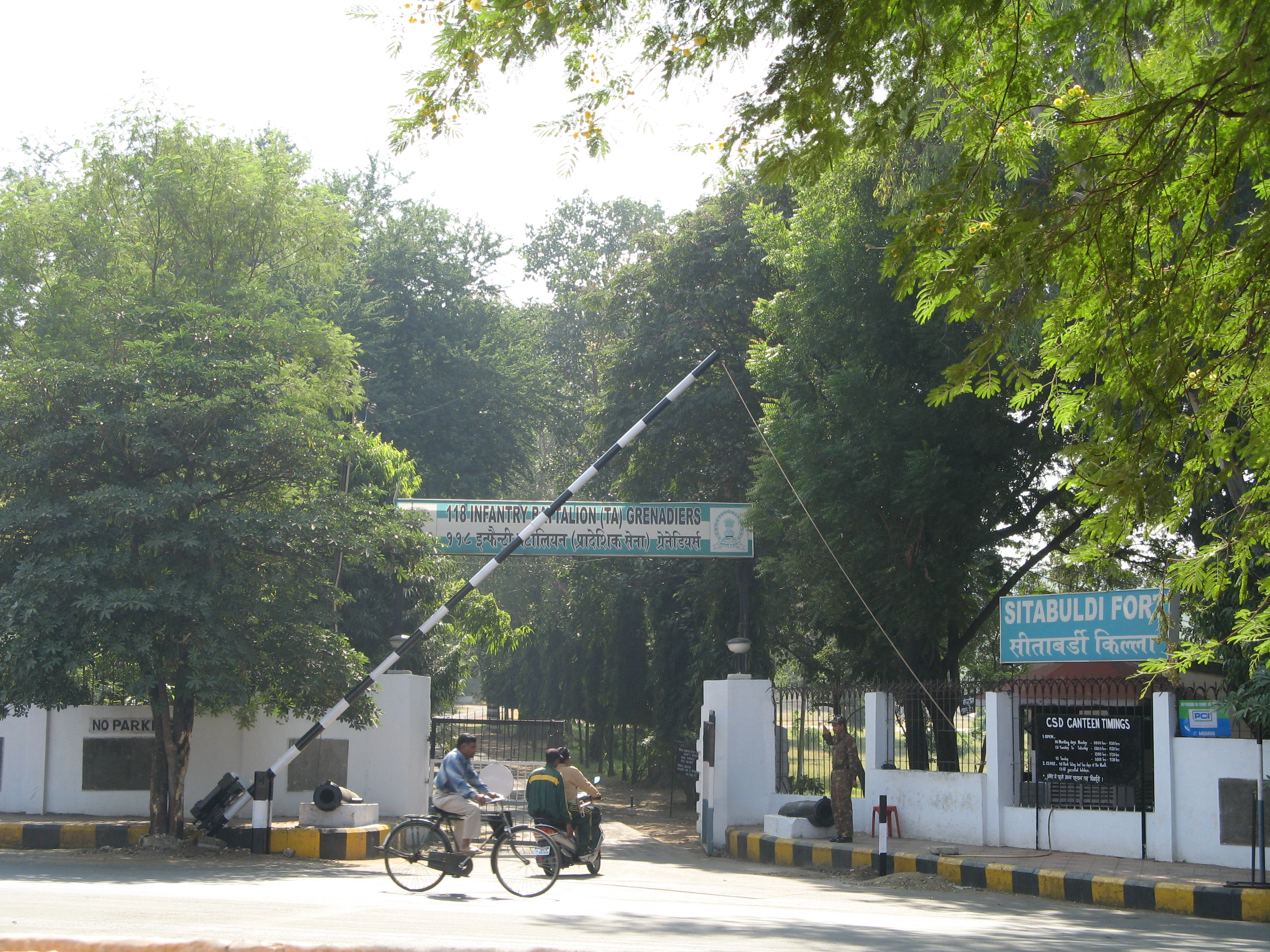
Entrada de la Fortaleza de Sitabuldi hoy en día.

Madhoji Bhonsle, más conocido como Appa Saheb, consolidó su poder tras el asesinato el 1 de febrero de 1816 de su primo Parasoji Bhonsle, gobernante hasta ese momento y que era paralítico, ciego y retrasado. El 27 de mayo de 1816, firmó un tratado con los británicos, pero hizo caso omiso de las peticiones del residente británico Jenkins, tanto de la que le pedía que se abstuviera de contactar con Baji Rao II como de la que le solicitaba que disolviera su creciente concentración de tropas y acudiese a la residencia. Acto seguido declaró su apoyo al peshwa que ya estaba combatiendo a los británicos cerca de Pune. Puesto que estaba claro que una batalla era inminente, Jenkins solicitó refuerzos de los batallones cercanos de la Compañía Británica de las Indias Orientales. Ya contaba con 1500 hombres comandados por el teniente coronel Hopentoun Scott, pero además mandó avisar al coronel Adams para que marchase hasta Nagpur con sus tropas. Por su parte, la fuerza total de los maratha en el lugar era de 18 000 hombres. Como el resto de líderes maratha, Appa Saheb empleaba mercenarios árabes en su ejército (hasta un tercio de sus hombres) a los que se les encargaba sobre todo la custodia de fortalezas y que, aunque tenían fama de estar entre sus tropas más valerosas, no eran dados a la disciplina y el orden, cualidad que quedó demostrada cuando sin haber recibido órdenes para ello (según afirmó el propio Appa Saheb tras la batalla) comenzaron el ataque.
La Residencia quedaba al oeste de la Colina Sitabuldi (también conocida como Sitaburdi o Sitabardi), en realidad, dos lomas, una al norte y otra al sur, entre las que aún se mantiene en pie la Fortaleza de Sitabuldi. Las tropas de la Compañía ocuparon la ladera norte de la loma. Los maratha, usando al principio las unidades árabes, lograron importantes avances iniciales al cargar colina arriba y forzaron a los británicos a retirarse hacia la colina más grande del sur y mantener una resistencia desesperada el 27 de noviembre. Fue en ese momento cuando una carga de caballería británica con el capitán Fitzgerald a la cabeza desbarató a las unidades árabes que llevaban la iniciativa del asalto. Los británicos aprovecharon la coyuntura para lanzar un duro contrataque que forzó a Appa Saheb a retirarse ante la llegada de comandantes británicos con refuerzos: el teniente coronel Rahan, el 29 de noviembre; el mayor Pittman, el 5 de diciembre; y el coronel Doveton, el 12 de diciembre. Los británicos perdieron 300 hombres entre muertos y heridos, entre ellos 12 oficiales europeos; los maratha perdieron una cantidad similar de efectivos. El general Hardiman, enviado por el gobernador general desde el norte, capturó Jabalpur y todo el territorio al norte del río Narbada y a Appa Saheb no le quedó otra opción que rendirse. El 9 de enero de 1818, se firmó un tratado que permitía a Appa Saheb gobernar sobre territorios nominales con fuertes restricciones. La mayor parte de su territorio, incluyendo los fuertes, estaba de hecho bajo control de los británicos, quienes construyeron fortificaciones adicionales en la Colina Sitabuldi.
Pocos días después, Appa Saheb pasó a estar bajo custodia británica. De camino a su exilio en Allahabad, escapó y se dirigió hacia el Punjab para buscar asilo y refugio entre diversos señores de la región y entre los sij, quienes lo rechazaron; al final los británicos lo encontraron de nuevo en Jodhpur con el rajá Mansingh de Jodhpur. Este se convirtió en su valedor y se negó a entregarlo en nombre de la tradicional cortesía de los rajputs, lo que le permitió permanecer en Jodhpur, donde murió el 15 de julio de 1849 a los 44 años de edad.

### Sometimiento de Holkar
A Holkar se le ofrecieron poco antes del comienzo de la guerra términos similares a los ofrecidos a Shinde; la única diferencia era que Holkar debía aceptar y respetar la independencia de Amir Kan quien, igual que Shinde, había aceptado no enfrentarse a los británicos. Malharrao Holkar II era en ese momento un inexperto muchacho de once años cuya corte era casi inexistente al inicio de la guerra. Esto se debía a que poco antes Tulsabai Holkar, concubina favorita del anterior Holkar y quien adoptó y convirtió en heredero a Malharrao, había descubierto que intentando aprovechar el descontento ante su elección sus dos principales consejeros conspiraban para derrocarlos a ambos, a lo que Tulsabai reaccionó ordenando su decapitación. Por este motivo, cuando Tantia Jog, uno de sus oficiales que había pasado a ser su consejero más cercano, le instó a aceptar la oferta, se le consideró sospechoso de estar en tratos con los británicos. En realidad, su sugerencia tenía origen en su experiencia previa como jefe de batallón que le había permitido observar a las fuerzas británicas en acción. Holkar respondió a la llamada del peshwa a levantarse en armas contra los invasores y lo hizo al empezar la batalla de Mahidpur.
La batalla entre Holkar y las fuerzas británicas tuvo lugar el 21 de diciembre de 1817. El teniente general Thomas Hislop era el comandante en jefe del ejército de Madrás que apareció ante el ejército Holkar a las 09:00 h y fueron los generales Hislop y Malcolm en persona quienes dirigieron la carga que era el anuncio del ataque general. Se produjo un choque sangriento y la batalla que lo siguió duró desde el mediodía hasta las 15:00 h. Las pérdidas de la Compañía Británica de las Indias Orientales rondaron los 800 muertos y heridos, pero las de Holkar fueron mucho mayores, en torno a 3000. Semejantes pérdidas significaban que Holkar se vería privado de cualquier medio para volver a luchar contra los británicos y así desapareció el poder de la dinastía Holkar. La batalla de Mahidpur también resultó desastrosa para las arcas maratha; Henry Durand escribió:

«Tras la batalla de Mahidour, no solo se diluyó la influencia real del peshwa sino también la de los Estados Mahratta de Holkar y Shinde, reemplazados por la supremacía británica».

Aunque el poder de la familia Holkar estaba en ruinas, las tropas restantes se mantuvieron hostiles y una división permaneció desplegada para dispersarlas. Los ministros hicieron proposiciones de paz y el 6 de enero de 1818 se firmó el Tratado de Mandeswar en el que Holkar aceptaba los términos británicos por completo. Holkar pasó a estar bajo autoridad británica como príncipe independiente sujeto al asesoramiento del residente británico.

## Fin de la guerra y sus efectos
Al final de la guerra, todas las potencias maratha se habían rendido a los británicos. Shinde y el pashtún Amir Kan fueron sometidos mediante el uso de la diplomacia y las amenazas, que condujeron a la firma del Tratado de Gwailor el 5 de noviembre de 1817 según el cual Shinde entregaba Rajastán a los británicos y aceptaba ayudarles contra los pindari y Amir Kan aceptaba venderles sus cañones a cambio de terrenos en Tonk, en Rajputana. Holkar fue derrotado el 21 de diciembre de 1817 y firmó el Tratado de Mandeswar el 6 de enero de 1818, tratado que convertía el Estado Holkar en dependiente de los británicos. El joven Malhar Rao fue proclamado rey mientras Bhonsle era derrotado y capturado el 26 de noviembre de 1817, aunque luego escapó y vivió hasta su muerte en Jodhpur. El peshwa se rindió el 3 de junio de 1818 y se le envió a Bithur, cerca de Kanpur, según los términos del tratado firmado el 6 de junio. Entre los líderes pindari, Karim Kan se rindió ante Malcolm en febrero de 1818, Wasil Mohammed se rindió ante Shinde y acabó envenenándose, y Setu murió por el ataque de un tigre.

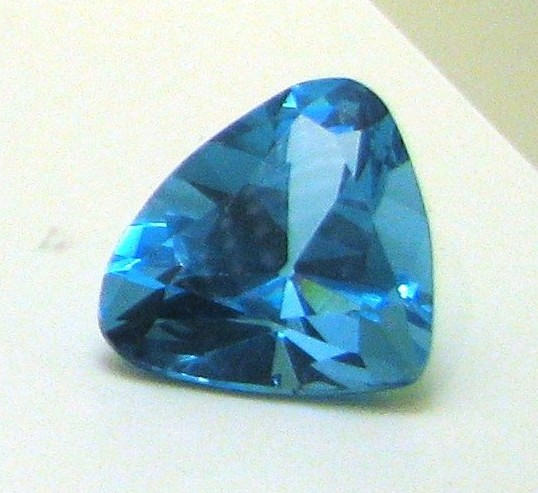
El diamante Nassak formó parte del botín enviado a Londres.

La guerra dejó a los británicos, bajo el patrocinio de la Compañía Británica de las Indias Orientales, con el control de prácticamente toda la India actual al sur del río Sutlej. El famoso diamante Nassak pasó a propiedad de la Compañía como parte del botín de guerra. En cuanto a la relación con los maratha, la derrota puso punto final a su oposición más enérgica y les arrebató grandes extensiones del imperio. Los términos de la rendición que Malcolm le ofreció al peshwa suscitaron controversia entre los británicos por considerarlos demasiado generosos: al peshwa se le ofreció una vida de lujo cerca de Kanpur y se le concedió una pensión de unas ochenta mil libras a cambio de que renunciase a cualquier reivindicación respecto al peshwanato y sus territorios, viviera en un lugar designado por los británicos y entregase a Trimbakji. Tales condiciones se compararon con frecuencia con las de Napoleón, quien se vio confinado en una pequeña roca en el Atlántico meridional con una pequeña suma para sus necesidades. El peshwa ni siquiera cumplió su promesa de entregar a Trimbakji Dengle y le ayudó a escapar el control de la Compañía, aunque fue capturado poco después de la guerra y se le envió a la fortaleza de Chunar en Bengala donde pasó el resto de su vida. Con cualquier forma de resistencia aplacada, John Malcolm desempeñó un papel determinante en la captura y pacificación de los fugitivos restantes.
La Presidencia de Bombay absorbió los territorios del peshwa y el territorio arrebatado a los pindari se convirtió en las Provincias Centrales de la India británica. Los príncipes de Rajputana se convirtieron en señores feudales simbólicos que aceptaban a los británicos como poder supremo. De este modo, Francis Rawdon-Hastings redibujó el mapa de la India hasta convertirlo en un Estado que se mantuvo prácticamente sin alterar hasta la llegada de Lord Dalhouise. Los británicos mantuvieron el control y la ilusión de continuidad al devolverle el poder esgrimido por el peshwa al chhatrapati, un descendiente de Shivaji, fundador del Imperio maratha, para que se convirtiera en el líder ceremonial de la Confederación Maratha; además escogieron a un niño de la familia Holkar como gobernante de Nagpur bajo su tutela. El destituido peshwa adoptó a un hijo, Nana Sahib, que acabó siendo uno de los cabecillas de la rebelión en la India de 1857. Mountstuart Elphinstone reorganizó las divisiones administrativas después de 1818 para sistematizar la recaudación de impuestos. reduciendo así la importancia de los patil, los deshmukh y los deshpande (diversos títulos de dirigentes o terratenientes indios). El nuevo Gobierno sentía la necesidad de comunicarse con la población local de habla maratí; por ese motivo Elphinstone siguió una política de estandarización planificada del idioma maratí en la Presidencia de Bombay que dio comienzo en 1820.